# Khaldi (dio)

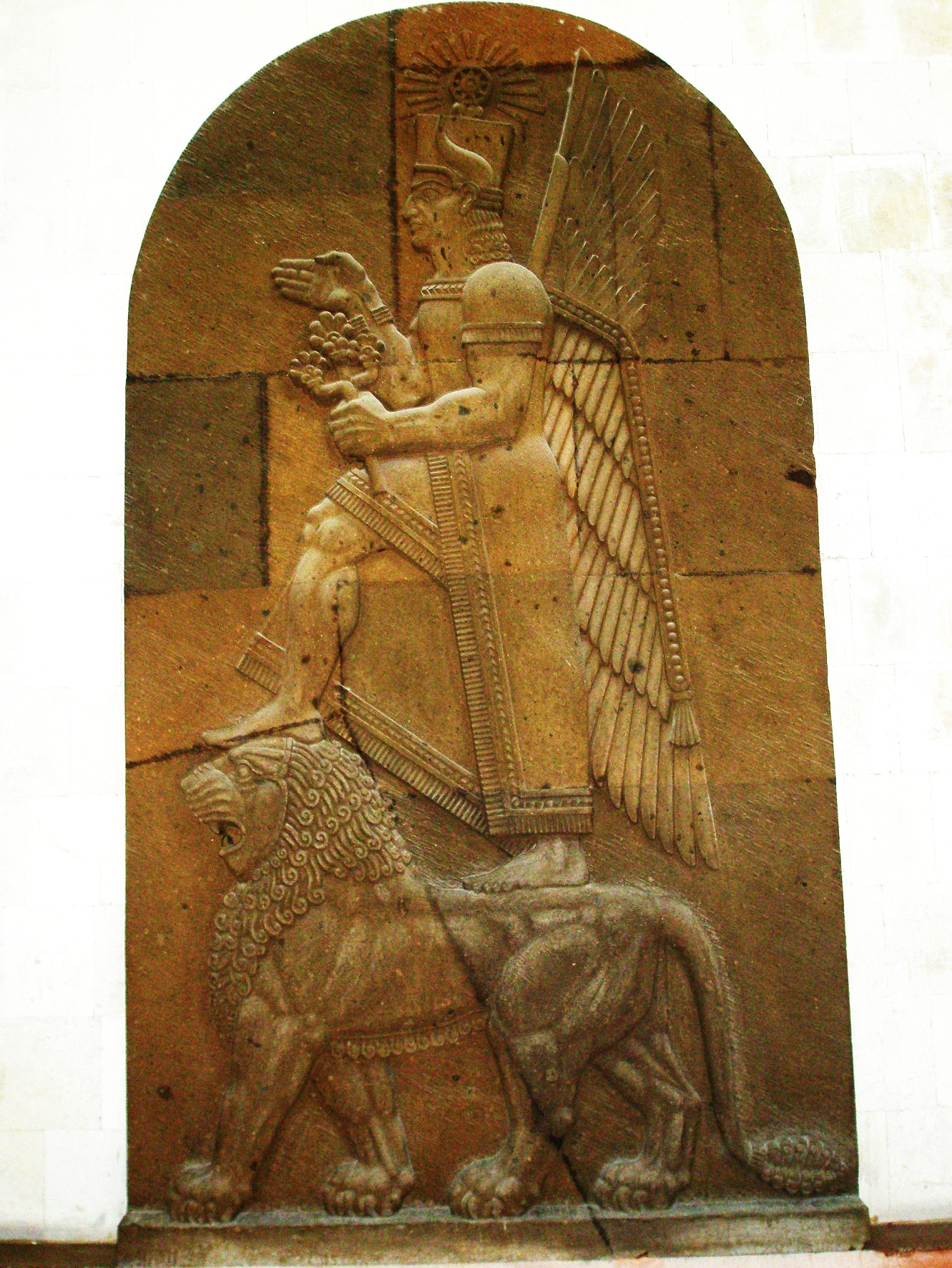
Rappresentazione del dio Khaldi

Ḫaldi o Khaldi era la suprema divinità del pantheon di Urartu (Urartu). Il suo santuario si trovava ad Ardini. Le altre due principali divinità di questo pantheon erano Theispas di Kumenu e Shivini di Tushpa. Sua moglie era la dea Arubani. È rappresentato con le fattezze di un uomo con la barba, che sta in piedi sopra un leone. Era un dio guerriero pregato dai sovrani di Urartu per le vittorie in battaglia. I suoi templi erano adornati con armi di diverso genere.